# Fortunato Santini

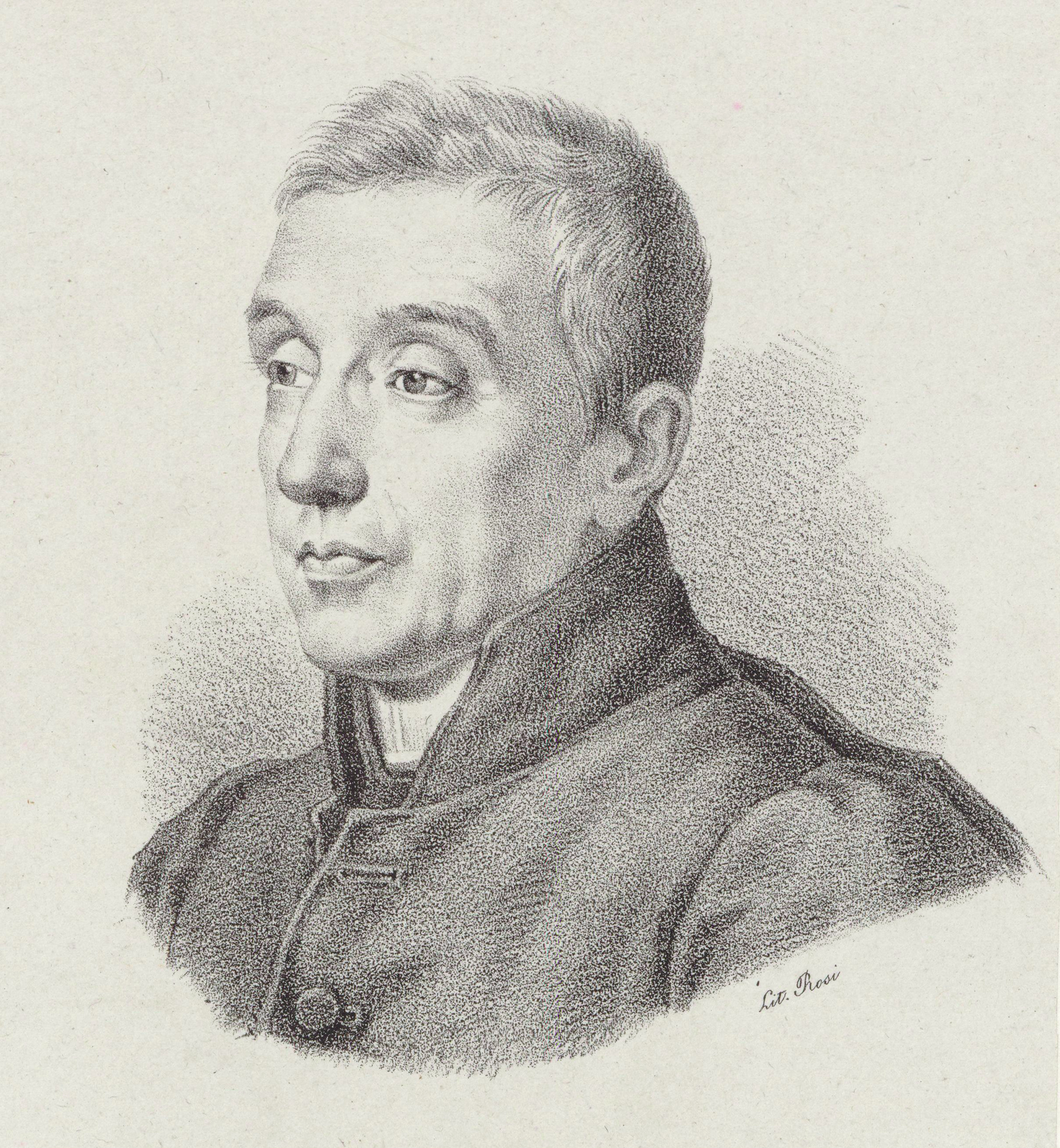
Fortunato Santini – Porträt nach einer Zeichnung von Julius Hübner (1830)

Fortunato Santini, genannt Abbé oder Abbate (* 5. Januar 1777 in Rom; † 14. September 1861 ebenda) war ein italienischer katholischer Geistlicher, Komponist und Musiksammler.

## Leben
Santini wuchs nach dem Tod seines Vaters in einem Waisenhaus auf. Schon dort erhielt er seinen ersten Musikunterricht bei dem Komponisten Giuseppe Jannacconi (1740–1816). Später nahm er zusätzlich Orgelunterricht bei G. Guidi. Im Jahre 1798 nahm Santini ein Philosophie- und Theologiestudium in Rom auf und wurde drei Jahre später, im Mai 1801, zum Priester geweiht.
Um diese Zeit begann er auch, angeregt durch seinen Unterricht bei Jannaconi, Werke von Meistern der so genannten Römischen Schule zu kopieren oder zu spartieren, um sich deren Kompositionsstil anzueignen. Diese Kopien bildeten den Grundstock einer Musiksammlung, die durch Santinis Eifer beim Suchen und Kopieren wichtiger Werke stetig anwuchs. Bald erhielt er auch von Kirchenmusikern Aufträge, bestimmte Werke für sie zu kopieren. Um diese Aufträge zu erfüllen, machte er die Originalquellen in den verschiedenen kirchlichen und klösterlichen Archiven und bei römischen Privatbesitzern ausfindig, um die Werke aus diesen kopieren zu können. Auf diese Weise war seine Sammlung bald so angewachsen, dass es ratsam erschien, 1820 einen gedruckten Katalog der Werke zu veröffentlichen, der die Sammlung über die Grenzen von Rom hinaus bekannt machte. Dadurch kam es in den folgenden Jahren zu einem Austausch mit führenden Musiksammlern, Musikgelehrten und Musikern, darunter Gaetano Gaspari, Carl Proske, Raphael Georg Kiesewetter, Aloys Fuchs, Carl von Winterfeld, Carl Friedrich Zelter, Felix Mendelssohn Bartholdy und Otto Nicolai.
Bei der Anlage der Sammlung scheint Santini geholfen zu haben, dass die Eigentümer alter Manuskripte diesen oftmals keine besondere Bedeutung beimaßen. Außerdem wurden zur Zeit der französischen Besatzung Italiens viele klösterliche Bibliotheken aufgelöst, so dass es verhältnismäßig einfach war, die gesuchten Manuskripte auch zu erwerben. Finanzielle Unterstützung erhielt Santini dabei wahrscheinlich von Kardinal Carlo Odescalchi, in dessen Palast er wohnte und auf dessen Vorschlag er auch zum Ehrenmitglied der Congregatione ed Accademia di S. Cecilia (1835) ernannt wurde. In den folgenden Jahren wurde er außerdem Ehrenmitglied der Sing-Akademie zu Berlin (1837) und des Mozarteums in Salzburg (um 1845) sowie korrespondierendes Mitglied des Pariser Comité historique des arts et monuments du Ministére de l’instruction publique français (1840).
Als Kardinal Odescalchi im Jahre 1838 Mitglied der Jesuiten wurde, zog Santini mitsamt seiner Bibliothek in ein Gebäude in der Nähe der deutschen Landeskirche, wo er auch musikalische Soiréen veranstaltete, auf denen Werke aus seiner Sammlung gespielt wurden. Dabei setzte er sich vor allem für die Wiederbelebung älterer geistlicher Werke ein. So bearbeitete und übersetzte er unter anderem Werke Johann Sebastian Bachs, Georg Friedrich Händels und Carl Heinrich Grauns ins Lateinische oder Italienische, um seinen Landsleuten einen erleichterten Zugang zu diesen Werken zu verschaffen.
In den 1830er/1840er Jahren scheint sich Santinis finanzielle Situation – wohl auch aufgrund der mangelnden finanziellen Unterstützung seitens des Kardinals – zunehmend verschlechtert zu haben, so dass er sich doch noch mit dem Gedanken anfreunden musste, seine Bibliothek zu verkaufen. Schon früher (zu Beginn der 1830er Jahre) hatte er Angebote von namhaften Bibliotheken im In- und Ausland (unter anderem aus Berlin, Paris, Brüssel und St. Petersburg) erhalten, konnte sich aber nicht entschließen, die inzwischen circa 4.500 Handschriften und circa 1.200 Drucke umfassende Sammlung zu verkaufen. Erst im Jahr 1855 nahm er ein Angebot des Domvikars Bernhard Quante an, seine Sammlung gegen eine Jahresrente von 465 Scudi an das Bistum Münster zu verkaufen. Sie verblieb allerdings – wie von Santini gewünscht – noch bis zu seinem Tod in Rom und kam erst im Jahre 1862 nach Münster, wo sie heute in der Diözesanbibliothek aufbewahrt wird.

## Film
- Santini’s Netzwerk (La rete di Santini, Italien/Deutschland 2014), Regie: Georg Brintrup mit Renato Scarpa als Santini